# Legenda celor 7 vampiri de aur
Legenda celor 7 vampiri de aur (The Legend of the 7 Golden Vampires) este un film de groază cu arte-marțiale produs de  Hammer Film Productions și Shaw Brothers Studio. Este al nouălea și ultimul film din seria de filme Hammer cu Dracula. Filmul este regizat de Roy Ward Baker, cu Peter Cushing (ca profesorul Van Helsing), John Forbes-Robertson (Contele Dracula), David de Keyser (ca vocea lui Dracula) și Robin Stewart (ca Leyland Van Helsing) în rolurile principale.

## Distribuție

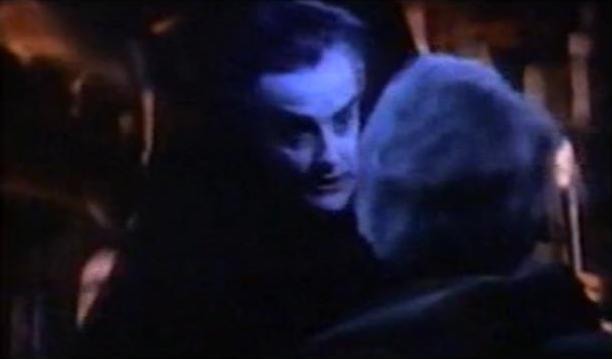
John Forbes-Robertson as Dracula in the film

- Peter Cushing - Professor Van Helsing
- John Forbes-Robertson - Count Dracula
- David de Keyser - vocea lui Dracula (nemenționat)
- Robin Stewart - Leyland Van Helsing
- Julie Ege - Vanessa Buren
- Robert Hanna - British Consul
- David Chiang - Hsi Ching/Hsi Tien-en
- Shih Szu -  Mai Kwei
- Chan Shen - Kah the High Priest/Count Dracula's host
- Lau Kar-wing - Hsi Kwei (archer)
- Huang Pei-Chih -  Hsi Po-Kwei (spearman)
- Wang Chiang - Hsi San (twin swordsman)
- Feng Ko-An - an assassin
- Hsu Hsia - an assassin